# Вин Маун (футболист)
Вин Маун (бирм. ဝင်းမောင်, 12 мая 1949) — бирманский футболист, нападающий. Участник летних Олимпийских игр 1972 года, чемпион летних Азиатских игр 1970 года.

## Биография
Вин Маун родился 12 мая 1949 года.
Играл в футбол за Бирманскую армию.
В 1970 году в составе сборной Бирмы завоевал золотую медаль футбольного турнира летних Азиатских игр в Бангкоке. Играл на позиции нападающего, забил 5 мячей (два сборной Таиланда, по одному — Кхмерской Республике и Малайзии).
В 1972 году вошёл в состав сборной Бирмы по футболу на летних Олимпийских играх в Мюнхене, занявшей 9-е место. Играл на позиции нападающего, провёл 3 матча, мячей не забивал. Был знаменосцем сборной Бирмы на церемонии открытия Олимпиады.

## Достижения
Сборная Бирмы
- Чемпион летних Азиатских игр (1): 1970.